# Micrevania minuscula
Micrevania minuscula är en stekelart som beskrevs av Pierre L. G. Benoit 1952. Micrevania minuscula ingår i släktet Micrevania och familjen hungersteklar. Inga underarter finns listade i Catalogue of Life.